# شاخص آی‌دی‌اکس
شاخص آی‌دی‌اکس (انگلیسی: IDX Composite) شاخص بازار بورس اندونزی است، که در سال ۱۹۸۲ راه‌اندازی شد و هم‌اکنون از ۵۳۲ شرکت دارای بالاترین میزان ارزش بازار سرمایه، تشکیل می‌شود.